# Eremorhax magnus
La araña camello o araña de viento (Eremorhax magnus) es un arácnido de la familia Eremobatidae, orden Solifugae. Esta especie fue descrita por Hancock en 1888. El nombre del género Eremorhax proviene de la palabra en latín erēmus que significa “desierto o solitario” y de la palabra griega “rhax” que significa “baya”. El nombre específico magnus es una palabra en latín que significa “grande”.

## Clasificación y descripción
Es de un color que va desde el rojo pálido hasta un amarillo blanquecino, siendo la cabeza más rojiza. La placa del cefalotórax es convexo, más ancha que larga, borde anterior casi recto, mejillas inclinadas oblicuamente hacia afuera y hacia atrás hasta el borde posterior, todo es redondeado, borde delantero alineado con los ojos, escudo cubierto de pelos pálidos bastante largos de color rojizo, un borde pálido sin pelos rodea el escudo por debajo, vestigios de estrías mediales apenas perceptibles.
Ojos ligeramente elevados, pequeños y negros, borde frontal en línea con el margen anterior de la placa cefálica, rodeada de color negro con el centro negro claro, intervalo igual al diámetro del ojo, con vellosidades de las cuales algunas están dispuestas hacia adelante. La base de las mandíbulas juntas no es tan amplia como la cabeza, la longitud de la superficie superior cuando están cerradas es de 5 mm, y están ornamentadas con numerosas cerdas rígidas de color rojizo de longitudes distintas, se hacen más largas en la base de los dedos y menos en el sentido opuesto, base ligeramente abultada en el lado exterior y aplanada en el interior donde no hay pelos exceptuando los bordes superior y anterior. La parte interna superior de la mandíbula se extiende hacia adelante para formar un dedo fijo de 6.5 mm de longitud. La zona medial-pical del fémur de los pedipalpos en el macho con 5 espinas, en la tibia en la mitad final con 5 pares de espinas, metatarso sin cerdas y tarso ventral con cerdas cilíndricas; Pedipalpos de las hembras no reforzados, los anillos del metatarso y tarso (incluyendo la parte dorsal) con cerdas cilíndricas densas; Coxa 1-3 de macho y hembra con cerdas de color rojo abundantes, cuarto segmento del pedipalpo y coxa solo peludos. Patas en hembra y macho con diseños y setas idénticas, primera pata sin espinas y sin rastro de garras al final; segunda pata y tibia con una espina dorsoapical, la mitad dorsal del metatarso con 5 espinas arriba y 3 por debajo, con cerdas ventrales en disposición de 1:1:2; tercera pata como la segunda, pero con 3 espinas dorsoapicales en la tibia y cerdas 1:1:4 en la parte ventral del metatarso; cuarta pata sin cerdas en la parte dorsal, tibia con cerdas ventrales 1:1 y cerdas ventrales 2:2:2 en el metatarso; longitud del cuerpo 3.5 cm en los machos 4 cm en las hembras.

## Distribución
Esta especie se distribuye en el EE. UU, en los estados de Texas y Nuevo México y en México en el Estado de Chihuahua, Nuevo León y Zacatecas.

## Ambiente
De ambiente terrestre. Los solífugos son principalmente de hábitos nocturnos, aunque algunas especies muestran actividad diurna. Están presentes en regiones ecosistemas desérticos y semidesérticos, estando su actividad confinada a los períodos de temperaturas cálidas. Muchas especies habitan en madrigueras relativamente profundas que excavan u ocupan las que abandonan otros animales. Estos microhábitats están caracterizados por la baja temperatura y alta humedad relativa, lo cual incrementa la supervivencia en las rigurosas condiciones de climas desérticos, reduciendo las pérdidas de agua por evaporación.

## Estado de conservación
Hasta el momento en México no se encuentra en ninguna categoría de protección, ni en la Lista Roja de la IUCN (International Union for Conservation of Nature) ni en CITES (Convención sobre el Comercio Internacional de Especies Amenazadas de Fauna y Flora Silvestres).